# Le Double de ma moitié
Pour plus de détails, voir Fiche technique et Distribution.
Le Double de ma moitié est une comédie française d'Yves Amoureux, sortie en 1999.

## Synopsis
Dans une fête foraine à Marseille, Suzy (Zabou) a une violente dispute avec son ami jaloux. Elle parvient à l'assommer et part se réfugier à Paris. Pendant ce temps Thierry Montino (Bernard Giraudeau), un célèbre couturier parisien, s'aperçoit que sa femme Cécile (Zabou) le trompe avec son associé Jérôme Quantas (Marc Lavoine). Les amants cherchent à revendre la société à un grand groupe financier. Très marqué, Thierry songe à se suicider lorsqu'il découvre Suzy qui se révèle être la sœur jumelle de Cécile. Ensemble ils décident de se venger.

## Fiche technique
Sauf indication contraire, les informations mentionnées dans cette section peuvent être confirmées par les bases de données cinématographiques IMDb et Allociné,  présentes dans la section « Liens externes ».
- Titre : Le Double de ma moitié
- Réalisation : Yves Amoureux
- Scénario original : Paul Berthier
- Musique : Roméo Praly
- Direction artistique : Nicolas Contre
- Décors : Philippe Barthélémy
- Photographie : Vincent Jeannot
- Montage : Joëlle Dufour
- Production : Paul Bastos (producteur délégué), Alain Berry et Eric Porcher (producteurs exécutifs)
- Pays de production :  France
- Format : 2,35:1 - Dolby SR - couleurs
- Genre : comédie
- Durée : 95 minutes
- Date de sortie : 
  - France : 12 mai 1999
  - Belgique : 4 août 1999

## Distribution
- Bernard Giraudeau : Thierry Montino
- Zabou Breitman (créditée uniquement sous son prénom) : Cécile, Suzy
- Marc Lavoine : Jérôme Quantas
- Jacky Nercessian
- Adrienne Bonnet
- Luc Florian
- Stephan Meldegg
- Adama Ouédraogo (crédité sous le nom Adama Yatinga) : Jimmy
- René Bauman : Werner
- Jean-Yves Bordet : Mercier
- Éric Laugérias : Pascal
- Paul Bandey : M. Earthquake
- Suzanne Andrews : Mme Earthquake